# Сестри милосердя
«Сестри милосердя» (англ. The Religious Order of the Sisters of Mercy, RSM) — католицьке згромадження черниць, засноване в Дубліні (Ірландія) 12 грудня 1831 року Кетрін Елізабет Маколі. Діяльність конгрегації «Сестри милосердя» спрямована на допомогу знедоленим і надання освіти малозабезпеченим. Члени конгрегації приймають обітниці бідності, послуху і цнотливості. Відмінною рисою конгрегації є прийняття характерної тільки для цієї громади особливої обітниці служіння і активна громадська діяльність, що проявляється у лобіюванні певних політичних програм. У відповідності зі своєю місією багато черниць займаються викладацькою, медичною та благодійною діяльністю.

## Історія
Конгрегація «Сестри милосердя» була заснована Кетрін Елізабет Маколі, яка після отримання спадщини направила значні матеріальні кошти на організацію «Будинку милосердя» у Дубліні. В цьому будинку послідовниці Кетрін Маколі надавали різноманітні освітні, релігійні та соціальні послуги бідним жінкам і дітям. «Будинок милосердя» зберігся до нашого часу. Зараз в ньому знаходиться «Міжнародний центр милосердя». Світська діяльність жіночої громади, зібраної при «Будинку милосердя» в перший час зіткнулася з настороженістю церковної ієрархії. Щоб не було проблем з церковною владою, Кетрін Елізабет Маколі за порадою свого духівника стала займатися установою чернечого згромадження.
За життя Кетрін Елізабет Маколі чернеча громада складалася приблизно з 150 осіб. Були засновані нові дванадцять будинків сестер в Ірландії і два в Англії. Після смерті Кетрін Елізабет Маколі 11 листопада 1841 року згромадження монахинь «Сестри Милосердя» стала поступово поширювати свою діяльність в США, Австралії, Нової Зеландії та Аргентині.

### Прибуток
У 1992 році конгрегацією «Сестри милосердя» була створена Міжнародна Асоціація Милосердя (англ. Mercy International Association), валовий дохід якої в 2006 році був близько 5.5 мільйонів фунтів стерлінгів.

### Скандали
20 травня 2009 року діяльність конгрегації зазнала розслідування з боку Ірландського уряду. Доповідь «Комісії з розслідування жорстокого поводження з дітьми» звинуватив черниць у фізичному, словесному та сексуальному насильстві над дітьми, які проживали в дитячих будинках конгрегації.
У 2014 році, завдяки історикині Катрін Корлесс розпочали розслідування масового поховання дітей у притулку для матерів-одиначок Bon Secours Mother and Baby Home, що працював у 1925-1961 роках. Тоді заклад надавав притулок сиротам, одиноким матерям та їхнім дітям.
За цей час там загинули 798 дітей, але лише двоє з них були поховані на сусідньому кладовищі, решта дітей, як вважають, були захоронені на території колишнього притулку, який знесли в 1971 році. Зараз на цьому місці зведено сучасний житловий комплекс.
Очікується, що ідентифікація останків триватиме до двох років.